# Saison 2011-2012 de la LHOu
Saison précédente Saison suivante
La saison 2011-2012 est la 46e saison de hockey sur glace de la Ligue de hockey de l'Ouest.  

## Saison régulière

### Classement

#### Conférence de l'Est
| Clt   | Équipe                   | division | PJ | V  | D  | DP | DF | BP  | BC  | Pts |
| ----- | ------------------------ | -------- | -- | -- | -- | -- | -- | --- | --- | --- |
| +001, | Warriors de Moose Jaw    | Est      | 72 | 45 | 19 | 6  | 2  | 258 | 213 | 98  |
| +002, | Blades de Saskatoon      | Est      | 72 | 40 | 29 | 1  | 2  | 268 | 250 | 83  |
| +003, | Wheat Kings de Brandon   | Est      | 72 | 39 | 28 | 1  | 4  | 273 | 257 | 83  |
| +004, | Pats de Regina           | Est      | 72 | 37 | 27 | 6  | 2  | 230 | 214 | 82  |
| +005, | Broncos de Swift Current | Est      | 72 | 27 | 37 | 2  | 6  | 216 | 272 | 62  |
| +006, | Raiders de Prince Albert | Est      | 72 | 21 | 45 | 3  | 3  | 219 | 312 | 48  |

- Meneur de sa division
- Qualifié pour les séries éliminatoires

| Clt   | Équipe                   | division | PJ | V  | D  | DP | DF | BP  | BC  | Pts |
| ----- | ------------------------ | -------- | -- | -- | -- | -- | -- | --- | --- | --- |
| +001, | Oil Kings d'Edmonton     | Centrale | 72 | 50 | 15 | 3  | 4  | 310 | 193 | 107 |
| +002, | Hitmen de Calgary        | Centrale | 72 | 44 | 25 | 2  | 1  | 273 | 221 | 91  |
| +003, | Tigers de Medicine Hat   | Centrale | 72 | 42 | 24 | 2  | 4  | 255 | 209 | 90  |
| +004, | Ice de Kootenay          | Centrale | 72 | 36 | 26 | 6  | 4  | 222 | 201 | 82  |
| +005, | Rebels de Red Deer       | Centrale | 72 | 32 | 34 | 1  | 5  | 204 | 231 | 70  |
| +006, | Hurricanes de Lethbridge | Centrale | 72 | 29 | 42 | 0  | 1  | 225 | 292 | 59  |

- Champion de la ligue
- Qualifié pour les séries éliminatoires

#### Conférence de l'Ouest
| Clt   | Équipe                   | division | PJ | V  | D  | DP | DF | BP  | BC  | Pts |
| ----- | ------------------------ | -------- | -- | -- | -- | -- | -- | --- | --- | --- |
| +001, | Blazers de Kamloops      | B.C.     | 72 | 47 | 20 | 2  | 3  | 290 | 211 | 99  |
| +002, | Giants de Vancouver      | B.C.     | 72 | 40 | 26 | 2  | 4  | 255 | 234 | 86  |
| +003, | Rockets de Kelowna       | B.C.     | 72 | 31 | 31 | 4  | 6  | 217 | 242 | 72  |
| +004, | Royals de Victoria       | B.C.     | 72 | 24 | 41 | 3  | 4  | 233 | 325 | 55  |
| +005, | Cougars de Prince George | B.C.     | 72 | 24 | 46 | 0  | 2  | 166 | 257 | 50  |

- Meneur de sa division
- Qualifié pour les séries éliminatoires

| Clt   | Équipe                   | division | PJ | V  | D  | DP | DF | BP  | BC  | Pts |
| ----- | ------------------------ | -------- | -- | -- | -- | -- | -- | --- | --- | --- |
| +001, | Americans de Tri-City    | U.S.     | 72 | 50 | 18 | 2  | 2  | 281 | 190 | 104 |
| +002, | Winter Hawks de Portland | U.S.     | 72 | 49 | 19 | 3  | 1  | 328 | 229 | 102 |
| +003, | Chiefs de Spokane        | U.S.     | 72 | 38 | 25 | 5  | 4  | 257 | 225 | 85  |
| +004, | Silvertips d'Everett     | U.S.     | 72 | 22 | 40 | 2  | 8  | 185 | 268 | 54  |
| +005, | Thunderbirds de Seattle  | U.S.     | 72 | 25 | 45 | 1  | 1  | 173 | 292 | 52  |

- Champion de Conférence
- Qualifié pour les séries éliminatoires

### Meilleurs pointeurs
| Joueur            | Équipe                  | PJ | B  | A  | Pts | Pun |
| ----------------- | ----------------------- | -- | -- | -- | --- | --- |
| Brendan Shinnimin | Americans de Tri-City   | 69 | 58 | 76 | 134 | 82  |
| Mark Stone        | Wheat Kings de Brandon  | 66 | 41 | 82 | 123 | 22  |
| Ty Rattie         | Winterhawks de Portland | 69 | 57 | 64 | 121 | 54  |
| Adam Hughesman    | Americans de Tri-City   | 72 | 50 | 66 | 116 | 42  |
| Jordan Weal       | Pats de Regina          | 70 | 41 | 75 | 116 | 36  |
| Patrick Holland   | Americans de Tri-City   | 72 | 25 | 84 | 109 | 48  |
| Emerson Etem      | Tigers de Medicine Hat  | 65 | 61 | 46 | 107 | 34  |
| Michael St. Croix | Oil Kings d'Edmonton    | 72 | 45 | 60 | 105 | 49  |
| Michael Ferland   | Wheat Kings de Brandon  | 68 | 47 | 49 | 96  | 84  |
| Sven Bärtschi     | Winterhawks de Portland | 47 | 33 | 61 | 94  | 36  |

### Meilleurs gardiens
| Joueur          | Équipe                 | PJ | Min  | V  | D  | DP | DF  | Bl | Moy  | %Arr |
| --------------- | ---------------------- | -- | ---- | -- | -- | -- | --- | -- | ---- | ---- |
| Ty Rimmer       | Americans de Tri-City  | 46 | 2665 | 31 | 12 | 2  | 108 | 5  | 92,2 | 2,43 |
| Tyler Bunz      | Tigers de Medicine Hat | 61 | 3616 | 39 | 17 | 5  | 155 | 3  | 92,1 | 2,57 |
| Corbin Boes     | Wheat Kings de Brandon | 41 | 2243 | 23 | 10 | 2  | 106 | 1  | 91,6 | 2,84 |
| Patrik Bartošák | Rebels de Red Deer     | 25 | 1466 | 14 | 10 | 1  | 67  | 1  | 91,5 | 2,74 |
| Nathan Lieuwen  | Ice de Kootenay        | 57 | 3340 | 27 | 20 | 8  | 139 | 3  | 91,4 | 2,50 |

## Séries éliminatoires
Les Oil Kings d'Edmonton remportent la Coupe Ed Chynoweth.
|  | Huitièmes de finale | Huitièmes de finale |           |   | Quarts de finale | Quarts de finale |  |  | Demi-finales | Demi-finales |  |  | Finale | Finale |
|  | Huitièmes de finale | Huitièmes de finale |           |   | Quarts de finale | Quarts de finale |  |  | Demi-finales | Demi-finales |  |  | Finale | Finale |
|  |                     |                     |           |   |                  |                  |  |  |              |              |  |  |        |        |
|  |                     |                     |           |   |                  |                  |  |  |              |              |  |  |        |        |
|  |                     |                     |           |   |                  |                  |  |  |              |              |  |  |        |        |
|  | Edmonton            | 4                   |           |   |                  |                  |  |  |              |              |  |  |        |        |
|  | Edmonton            | 4                   |           |   |                  |                  |  |  |              |              |  |  |        |        |
|  | Kootenay            | 0                   |           |   |                  |                  |  |  |              |              |  |  |        |        |
|  | Kootenay            | 0                   | Edmonton  | 4 |                  |                  |  |  |              |              |  |  |        |        |
|  |                     |                     | Edmonton  | 4 |                  |                  |  |  |              |              |  |  |        |        |
|  |                     | Brandon             | 0         |   |                  |                  |  |  |              |              |  |  |        |        |
|  | Calgary             | Brandon             | 0         | 1 |                  |                  |  |  |              |              |  |  |        |        |
|  | Calgary             |                     |           | 1 |                  |                  |  |  |              |              |  |  |        |        |
|  | Brandon             | 4                   |           |   |                  |                  |  |  |              |              |  |  |        |        |
|  | Brandon             | 4                   | Edmonton  | 4 |                  |                  |  |  |              |              |  |  |        |        |
|  |                     |                     | Edmonton  | 4 |                  |                  |  |  |              |              |  |  |        |        |
|  |                     | Moose Jaw           | 1         |   |                  |                  |  |  |              |              |  |  |        |        |
|  | Moose Jaw           | Moose Jaw           | 1         | 4 |                  |                  |  |  |              |              |  |  |        |        |
|  | Moose Jaw           |                     |           | 4 |                  |                  |  |  |              |              |  |  |        |        |
|  | Regina              | 1                   |           |   |                  |                  |  |  |              |              |  |  |        |        |
|  | Regina              | 1                   | Moose Jaw | 4 |                  |                  |  |  |              |              |  |  |        |        |
|  |                     |                     | Moose Jaw | 4 |                  |                  |  |  |              |              |  |  |        |        |
|  |                     | Medecine Hat        | 0         |   |                  |                  |  |  |              |              |  |  |        |        |
|  | Medecine Hat        | Medecine Hat        | 0         | 4 |                  |                  |  |  |              |              |  |  |        |        |
|  | Medecine Hat        |                     |           | 4 |                  |                  |  |  |              |              |  |  |        |        |
|  | Saskatoon           | 0                   |           |   |                  |                  |  |  |              |              |  |  |        |        |
|  | Saskatoon           | 0                   | Edmonton  | 4 |                  |                  |  |  |              |              |  |  |        |        |
|  |                     |                     | Edmonton  | 4 |                  |                  |  |  |              |              |  |  |        |        |
|  |                     | Portland            | 3         |   |                  |                  |  |  |              |              |  |  |        |        |
|  | Tri-City            | Portland            | 3         | 4 |                  |                  |  |  |              |              |  |  |        |        |
|  | Tri-City            |                     |           | 4 |                  |                  |  |  |              |              |  |  |        |        |
|  | Everett             | 0                   |           |   |                  |                  |  |  |              |              |  |  |        |        |
|  | Everett             | 0                   | Tri-City  | 4 |                  |                  |  |  |              |              |  |  |        |        |
|  |                     |                     | Tri-City  | 4 |                  |                  |  |  |              |              |  |  |        |        |
|  |                     | Spokane             | 3         |   |                  |                  |  |  |              |              |  |  |        |        |
|  | Vancouver           | Spokane             | 3         | 2 |                  |                  |  |  |              |              |  |  |        |        |
|  | Vancouver           |                     |           | 2 |                  |                  |  |  |              |              |  |  |        |        |
|  | Spokane             | 4                   |           |   |                  |                  |  |  |              |              |  |  |        |        |
|  | Spokane             | 4                   | Tri-City  | 0 |                  |                  |  |  |              |              |  |  |        |        |
|  |                     |                     | Tri-City  | 0 |                  |                  |  |  |              |              |  |  |        |        |
|  |                     | Portland            | 4         |   |                  |                  |  |  |              |              |  |  |        |        |
|  | Portland            | Portland            | 4         | 4 |                  |                  |  |  |              |              |  |  |        |        |
|  | Portland            |                     |           | 4 |                  |                  |  |  |              |              |  |  |        |        |
|  | Kelowna             | 0                   |           |   |                  |                  |  |  |              |              |  |  |        |        |
|  | Kelowna             | 0                   | Portland  | 4 |                  |                  |  |  |              |              |  |  |        |        |
|  |                     |                     | Portland  | 4 |                  |                  |  |  |              |              |  |  |        |        |
|  |                     | Kamloops            | 3         |   |                  |                  |  |  |              |              |  |  |        |        |
|  | Kamloops            | Kamloops            | 3         | 4 |                  |                  |  |  |              |              |  |  |        |        |
|  | Kamloops            |                     |           | 4 |                  |                  |  |  |              |              |  |  |        |        |
|  | Victoria            | 0                   |           |   |                  |                  |  |  |              |              |  |  |        |        |
|  | Victoria            | 0                   |           |   |                  |                  |  |  |              |              |  |  |        |        |

## Honneurs et trophées
- Trophée Scotty-Munro, remis au champion de la saison régulière : Oil Kings d'Edmonton
- Trophée commémoratif des quatre Broncos, remis au meilleur joueur : Brendan Shinnimin (Americans de Tri-City)
- Trophée Daryl-K.-(Doc)-Seaman, remis au meilleur joueur étudiant : Reid Gow (Chiefs de Spokane)
- Trophée Bob-Clarke, remis au meilleur pointeur : Brendan Shinnimin (Americans de Tri-City)
- Trophée Brad-Hornung, remis au joueur ayant le meilleur esprit sportif : Mark Stone (Wheat Kings de Brandon)
- Trophée commémoratif Bill-Hunter, remis au meilleur défenseur : Alex Petrovic (Rebels de Red Deer)
- Trophée Jim-Piggott, remis à la meilleure recrue : Sam Reinhart (Ice de Kootenay)
- Trophée Del-Wilson, remis au meilleur gardien : Tyler Bunz (Tigers de Medicine Hat)
- Trophée Dunc-McCallum, remis au meilleur entraîneur : Jim Hiller (Americans de Tri-City)
- Trophée Lloyd-Saunders, remis au membre exécutif de l'année : Bob Green (Oil Kings d'Edmonton)
- Trophée Allen-Paradice, remis au meilleur arbitre : Pat Smith
- Trophée St. Clair Group, remis au meilleur membre des relations publique : Corey Nyhagen (Warriors de Moose Jaw)
- Trophée Doug-Wickenheiser, remis au joueur ayant démontré la meilleure implication auprès de sa communauté : Taylor Vause (Broncos de Swift Current)
- Trophée plus-moins de la WHL, remis au joueur ayant le meilleur ratio +/- : Mark Stone (Wheat Kings de Brandon)
Zachary Yuen (Americans de Tri-City) 
Brendan Shinnimin (Americans de Tri-City)
- Trophée airBC, remis au meilleur joueur en série éliminatoire : Laurent Brossoit (Oil Kings d'Edmonton)
- Alumni Achievement Awards,

### Équipes d'étoiles

#### Conférence Est
| Première équipe d'étoiles |                                         |
| Attaquants :              | Emerson Etem – Mark Stone – Jordan Weal |
| Défenseurs :              | Alex Petrovic – Ryan Pulock             |
| Gardien de but :          | Tyler Bunz                              |

| Deuxième équipe d'étoiles |                                                    |
| Attaquants :              | Michael St. Croix – Max Reinhart – Michael Ferland |
| Défenseurs :              | Mark Pysyk – Brandon Davidson                      |
| Gardien de but :          | Nathan Lieuwen                                     |

#### Conférence Ouest
| Première équipe d'étoiles |                                                   |
| Attaquants :              | Brendan Gallagher – Brendan Shinnimin – Ty Rattie |
| Défenseurs :              | Joseph Morrow – Brenden Kichton                   |
| Gardien de but :          | Ty Rimmer                                         |

| Deuxième équipe d'étoiles |                                                  |
| Attaquants :              | Patrick Holland – Adam Hughesman – Sven Bärtschi |
| Défenseurs :              | Austin Madaisky – Ryan Murray                    |
| Gardien de but :          | Cole Cheveldave                                  |